# 中央 (武蔵村山市)
中央（ちゅうおう）は、東京都武蔵村山市の地名。現行行政地名は中央一丁目から中央五丁目。郵便番号は208-0003。

## 地理
中央は武蔵村山市の中央部に位置する地域である。北は埼玉県所沢市勝楽寺、東大和市多摩湖、西は本町、東は中藤、神明、南は学園に隣接する。青梅街道を中心に、古くから民家が立ち並ぶ地域である。また、地域の北部は狭山丘陵となっている。

### 地価
住宅地の地価は、2015年（平成27年）1月1日の公示地価によれば、中央3丁目18番6の地点で9万3000円/m2となっている。

## 歴史
1980年代の地番整理で中藤地区から分離し、「中央」と命名された。もともとは旧中藤村の村域であった。

## 世帯数と人口
2018年（平成30年）1月1日現在の世帯数と人口は以下の通りである。
| 丁目       | 世帯数    | 人口    |
| ---------- | --------- | ------- |
| 中央一丁目 | 413世帯   | 1,079人 |
| 中央二丁目 | 501世帯   | 1,209人 |
| 中央三丁目 | 401世帯   | 883人   |
| 中央四丁目 | 143世帯   | 356人   |
| 計         | 1,458世帯 | 3,527人 |

## 小・中学校の学区
市立小・中学校に通う場合、学区は以下の通りとなる
| 丁目       | 番地                    | 小学校                 | 中学校                 |
| ---------- | ----------------------- | ---------------------- | ---------------------- |
| 中央一丁目 | 87〜90番地              | 武蔵村山市立第三小学校 | 武蔵村山市立第一中学校 |
| 中央一丁目 | その他                  | 武蔵村山市立第一小学校 | 武蔵村山市立第一中学校 |
| 中央二丁目 | 80〜87番地              | 武蔵村山市立第一小学校 | 武蔵村山市立第一中学校 |
| 中央二丁目 | 33番地                  | 武蔵村山市立第三小学校 | 武蔵村山市立第三中学校 |
| 中央二丁目 | その他                  | 武蔵村山市立第三小学校 | 武蔵村山市立第一中学校 |
| 中央三丁目 | 48〜96番地 109〜114番地 | 武蔵村山市立第三小学校 | 武蔵村山市立第一中学校 |
| 中央三丁目 | その他                  | 武蔵村山市立第一小学校 | 武蔵村山市立第一中学校 |
| 中央四丁目 | 全域                    | 武蔵村山市立第一小学校 | 武蔵村山市立第一中学校 |
| 中央五丁目 | 1〜13番地 15番地以降    | 武蔵村山市立第一小学校 | 武蔵村山市立第一中学校 |
| 中央五丁目 | その他                  | 武蔵村山市立第三小学校 | 武蔵村山市立第一中学校 |

## 交通
道路
- 東京都道5号新宿青梅線（青梅街道・新青梅街道）
- 東京都道55号所沢武蔵村山立川線

## 施設
- 武蔵村山市保険相談センターお伊勢の森分室
- コメリハードアンドグリーン武蔵村山中央店
- ライコランド多摩店
- 洋服の青山武蔵村山店
- 原山観音堂 - 真言宗豊山派の堂宇。狭山三十三観音霊場第21番札所。